# 安托尼夫卡 (舊別利斯克區)
49°17′35″N 39°12′44″E / 49.29306°N 39.21222°E
安東尼夫卡（烏克蘭語：Антонівка）是位於烏克蘭東部的村莊，由盧甘斯克州舊比利斯克區的奇米里夫卡市鎮負責管轄。該村始建於1956年，面積0.55平方公里，海拔高度168米，2001年人口160，人口密度每平方公里289.9人。